# Нижний Ядыкбеляк
Нижний Ядыкбеляк (мар. Ӱлыл Ядыкплак) — деревня в Новоторъяльском районе Республики Марий Эл. Входит в состав Староторъяльского сельского поселения.

## География
Находится в северо-восточной части республики Марий Эл на расстоянии приблизительно 5 км по прямой на юг-юго-восток от районного центра посёлка Новый Торъял.

## История
Известна с 1884 года, когда в ней насчитывалось 38 дворов, 217 человек, все мари. В 1925 году в деревне насчитывалось 242 человека, в 1939 году 208 человек, все мари. В 1973 году в деревне насчитывалось 34 хозяйства, 136 жителей. В 1999 году здесь насчитывалось 30 дворов. В советское время работал колхоз «Ушем ял».

## Население
Население составляло 53 человека (мари 94 %) в 2002 году, 39 в 2010.